# Vuillermin (Rebsorte)
‘Vuillermin’ ist eine Rotweinsorte. Sie wird in kleinen Mengen im italienischen Aostatal vor allem in den Gemeinden Chambave, Pontey und Châtillon angebaut. Sie wurde von Giulio Moriando vom Institut Agricole Régional – Aosta vor dem Aussterben bewahrt. Jüngste Gen-Analysen von José Vouillamoz lassen eine Verbindung zur Sorte ‘Fumin’ vermuten.

## Abstammung, Herkunft
autochthone Sorte im Aostatal.
‘Vuillermin’ gehört zu einer Gruppe von Rebsorten, die sich in der geographischen Insellage der Alpenregionen Italiens und des Wallis in der Schweiz halten konnten. Zu dieser Gruppe gehören die folgenden Sorten:
- Rotweinsorten: Bonda, Cornalin d’Aoste, Cornalin du Valais, Crovassa, Durize, Eyholzer, Fumin, Goron de Bovernier, Mayolet, Ner d’Ala, Petit-Rouge, Prëmetta/Prié rouge, Roussin, Roussin de Morgex, Vien de Nus, Vuillermin.
- Weißweinsorten: Completer, Himbertscha, Humagne Blanche, Lafnetscha, Petite Arvine, Planscher, Prié Blanc, Resi.

## Phänologische Werte
Die Werte wurden zwischen 1994 und 1998 im Ortsteil Hospice auf einer Höhe von 600 m ü. NN in einem hängigen Weinberg mit südlicher Ausrichtung erhoben:
- Austrieb: 2. April (siehe hierzu auch den Artikel BBCH-Skala für Weinreben)
- Blüte: 3. Juni
- Reife: 20. August
- Ernte: 22. Oktober